# Опатия
Опатия (на хърватски: Opatija) е град и община в Западна Хърватия, Приморско-горанска жупания. Намира се на брега на Адриатическо море, в източната част на полуостров Истрия. Населението в рамките на цялата община е 11 659 души (2011).
В Опатия умира хирургът Теодор Билрот (1829-1894).